# Painless PAIN

『Painless PAIN』（ペインレスペイン）は、moveの18枚目のシングル。

## 概要
- この楽曲から6thアルバム「BOULDER」に至るまで、ロックテイストを前面に押し出した楽曲を集中的に製作。大幅なイメージチェンジとなった。
- CDの音量が小さく、聞き取りづらかった事からファンの間で物議を醸した。
- 「10th Anniversary MEGA BEST」において、リマスタリングにより大幅な音質変更があった。

## 収録曲

### CD
1. Painless PAIN
  - 作詞：motsu、作曲・編曲：t-kimura
2. Soundless Painless PAIN
3. Renaissance Symphony with GARUDA Mix
4. Painless PAIN（Instrumental）

### DVD
1. Painless PAIN
2. Making of Painless PAIN
3. motsu about RAP Vol.Ⅲ
4. yuri CHANNEL (yuri self TV)
5. motsu TV (motsu self TV)